# Awad Zaid
Awad Zaid Bakheit Gadin (ur. 1 stycznia 1993) – sudański piłkarz grający na pozycji obrońcy. Jest zawodnikiem klubu Al-Ahli Chartum.

## Kariera klubowa
Zaid jest zawodnikiem klubu Al-Ahli Chartum.

## Kariera reprezentacyjna
W 2022 roku Zaid został powołany do reprezentacji Sudanu na Puchar Narodów Afryki 2021. Na tym turnieju nie rozegrał żadnego meczu.